# Pallanuoto ai Giochi della XXXII Olimpiade
I tornei di pallanuoto ai Giochi della XXXII Olimpiade si sono svolti a Kōtō dal 24 luglio all'8 agosto 2021. Si è trattato della 28ª edizione del torneo maschile e della 6ª edizione di quello femminile.

## Sede
| Palazzetto | Tokyo Tatsumi International Swimming Center |
| ---------- | ------------------------------------------- |
| Immagine   |                                             |
| Città      | Kōtō                                        |
| Capienza   | 3.635                                       |

## Calendario
| G | Fase a gironi | QF | Quarti di finale | SF | Semifinali | B | Finale 3º posto | F | Finale |

| Pallanuoto alla XXXII Olimpiade | Pallanuoto alla XXXII Olimpiade | Pallanuoto alla XXXII Olimpiade | Pallanuoto alla XXXII Olimpiade | Pallanuoto alla XXXII Olimpiade | Pallanuoto alla XXXII Olimpiade | Pallanuoto alla XXXII Olimpiade | Pallanuoto alla XXXII Olimpiade | Pallanuoto alla XXXII Olimpiade | Pallanuoto alla XXXII Olimpiade | Pallanuoto alla XXXII Olimpiade | Pallanuoto alla XXXII Olimpiade | Pallanuoto alla XXXII Olimpiade | Pallanuoto alla XXXII Olimpiade | Pallanuoto alla XXXII Olimpiade | Pallanuoto alla XXXII Olimpiade | Pallanuoto alla XXXII Olimpiade | Pallanuoto alla XXXII Olimpiade | Pallanuoto alla XXXII Olimpiade | Pallanuoto alla XXXII Olimpiade |
|                                 | 24/7                            | 25/7                            | 26/7                            | 27/7                            | 28/7                            | 29/7                            | 30/7                            | 31/7                            | 1/8                             | 2/8                             | 3/8                             | 4/8                             | 5/8                             | 6/8                             | 7/8                             | 7/8                             | 8/8                             | 8/8                             |                                 |
| ------------------------------- | ------------------------------- | ------------------------------- | ------------------------------- | ------------------------------- | ------------------------------- | ------------------------------- | ------------------------------- | ------------------------------- | ------------------------------- | ------------------------------- | ------------------------------- | ------------------------------- | ------------------------------- | ------------------------------- | ------------------------------- | ------------------------------- | ------------------------------- | ------------------------------- | ------------------------------- |
| Uomini                          |                                 | G                               |                                 | G                               |                                 | G                               |                                 | G                               |                                 | G                               |                                 | QF                              |                                 | SF                              |                                 |                                 | B                               | F                               |                                 |
| Donne                           | G                               |                                 | G                               |                                 | G                               |                                 | G                               |                                 | G                               |                                 | QF                              |                                 | SF                              |                                 | B                               | F                               |                                 |                                 |                                 |

## Squadre partecipanti

### Torneo maschile
| Torneo di qualificazione       | Date                          | Luogo         | Posti | Qualificate |
| ------------------------------ | ----------------------------- | ------------- | ----- | ----------- |
| Paese ospitante                | 7 settembre 2013              | Argentina     | 1     | Giappone    |
| FINA World League 2019         | 18 - 23 giugno 2019           | Serbia        | 1     | Serbia      |
| Campionati mondiali 2019       | 15 - 27 luglio 2019           | Corea del Sud | 2     | Italia      |
| Campionati mondiali 2019       | 15 - 27 luglio 2019           | Corea del Sud | 2     | Spagna      |
| Giochi panamericani 2019       | 4 - 10 agosto 2019            | Perù          | 1     | Stati Uniti |
| Campionato europeo 2020        | 14 - 26 gennaio 2020          | Ungheria      | 1     | Ungheria    |
| Giochi asiatici 2018           | 25 agosto - 1º settembre 2018 | Indonesia     | 1     | Kazakistan  |
| Selezione continentale Africa  | –                             | –             | 1     | Sudafrica   |
| Selezione continentale Oceania | –                             | –             | 1     | Australia   |
| Torneo preolimpico 2020        | 14 - 21 febbraio 2021         | Paesi Bassi   | 3     | Grecia      |
| Torneo preolimpico 2020        | 14 - 21 febbraio 2021         | Paesi Bassi   | 3     | Montenegro  |
| Torneo preolimpico 2020        | 14 - 21 febbraio 2021         | Paesi Bassi   | 3     | Croazia     |
| Totale                         |                               |               | 12    |             |

### Torneo femminile
| Torneo di qualificazione       | Date                 | Luogo         | Posti | Qualificate |
| ------------------------------ | -------------------- | ------------- | ----- | ----------- |
| Paese ospitante                | 7 settembre 2013     | Argentina     | 1     | Giappone    |
| FINA World League 2019         | 4 - 9 giugno 2019    | Ungheria      | 1     | Stati Uniti |
| Campionati mondiali 2019       | 14 - 26 luglio 2019  | Corea del Sud | 1     | Spagna      |
| Giochi panamericani 2019       | 4 - 10 agosto 2019   | Perù          | 1     | Canada      |
| Campionato europeo 2020        | 12 - 25 gennaio 2020 | Ungheria      | 1     | ROC         |
| Giochi asiatici 2018           | 16 - 21 agosto 2018  | Indonesia     | 1     | Cina        |
| Selezione continentale Africa  | –                    | –             | 1     | Sudafrica   |
| Selezione continentale Oceania | –                    | –             | 1     | Australia   |
| Torneo preolimpico 2020        | 19 - 24 gennaio 2021 | Italia        | 2     | Paesi Bassi |
| Torneo preolimpico 2020        | 19 - 24 gennaio 2021 | Italia        | 2     | Ungheria    |
| Totale                         |                      |               | 10    |             |

## Podi
| Evento                          | Oro         | Argento | Bronzo   |
| Pallanuoto maschile (dettagli)  | Serbia      | Grecia  | Ungheria |
| Pallanuoto femminile (dettagli) | Stati Uniti | Spagna  | Ungheria |

## Medagliere
| Pos.   | Paese       | Oro | Argento | Bronzo | Totale |
| ------ | ----------- | --- | ------- | ------ | ------ |
| 1      | Serbia      | 1   | 0       | 0      | 1      |
| 1      | Stati Uniti | 1   | 0       | 0      | 1      |
| 3      | Grecia      | 0   | 1       | 0      | 1      |
| 3      | Spagna      | 0   | 1       | 0      | 1      |
| 5      | Ungheria    | 0   | 0       | 2      | 2      |
| Totale | Totale      | 2   | 2       | 2      | 6      |